# Рюггер, Пауль
Пауль Рю́ггер (нем. Paul Ruegger; 14 августа 1897, Люцерн — 9 августа 1988, Флоренция) — швейцарский юрист и дипломат. Президент Международного комитета Красного Креста в 1948—1955 годах.

## Биография
Пауль Рюггер учился в школе вместе с детьми князя Виндиш-Греца в Словении, в то время входившей в состав Австро-Венгрии. Отец Рюггера Юлиус Рюггер-Дрезен был домашним учителем в семье князя. Впоследствии отец Пауля Рюггера получил должность учителя математики в кантональной школе в Люцерне, которую в 1914 году окончил его сын. Пауль поступил на юридический факультет в Лозаннский университет, где защитил докторскую диссертацию.
В 1918 году Пауль Рюггер поступил на службу в офис Лиги Наций при Швейцарском политическом департаменте и к 1925 году получил звание первого секретаря миссии. В 1922—1924 годах преподавал международное право в Женевском университете. В 1926—1928 годах Рюггер служил в Постоянной палате международного правосудия в Гааге на должности заместителя службы регистрации. Вернувшись в министерство иностранных дел Швейцарии, занимал дипломатические должности в Берне, Париже и Риме. С июня 1940 года, когда Италия вступила в войну являлся представителем двадцати воюющих государств в Италии. Вскоре у Рюггера возникли трения с министром иностранных дел Италии Галеаццо Чиано и самим Бенито Муссолини. Рюггера объявили персоной нон грата и в 1942 году сняли с должности. В 1944 году Рюггер был назначен послом Швейцарии в Великобритании и занимался проблемой восстановления дипломатических отношений с СССР. После роспуска Лиги Наций в 1945—1946 годах Рюггер входил в состав швейцарской делегации и одновременно участвовал в переговорах по переводу важнейших международных организаций в Женеву. С 1948 года Рюггер в качестве эксперта по международному праву работал в органах ООН.
С марта 1943 года по май 1944 года Пауль Рюггер работал вместе с президентом Международного комитета Красного Креста Максом Губером и по собственному желанию временно ушёл с дипломатической службы. 10 февраля 1948 года Рюггер возглавил организацию и занимал этот пост до 1 сентября 1955 года.

## Труды
- Paul Ruegger: Die Staatsangehörigkeit der juristischen Personen — die völkerrechtlichen Grundlagen Orell Füssli, Zürich 1918.